# Katharina Schützenhöfer
Katharina Elisabeth Schützenhöfer (* 22. September 1993 in Hartberg) ist eine österreichische ehemalige Volleyball- und Beachvolleyballspielerin.

## Karriere
Schützenhöfer begann als Siebenjährige beim TSV Hartberg mit Volleyball in der Halle. Ab dem neunten Lebensjahr erreichte sie einige Siege und Podiumsplätze bei den österreichischen Nachwuchs-Meisterschaften. Als 14-Jährige wurde sie in die Nachwuchs-Nationalmannschaft berufen und kam in der ersten Bundesliga zum Einsatz. Im folgenden Jahr wurde sie auch in die A-Nationalmannschaft berufen.
Sie entschied sich letztlich jedoch für Beachvolleyball. Mit Lena Plesiutschnig belegte sie bei der Jugend-Weltmeisterschaft 2010 in Porto den 19. Platz und wurde bei der U18-Europameisterschaft an gleicher Stelle Siebte. 2011 erreichten sie das Finale der U19-WM in Umag. Anschließend gewannen Plesiutschnig/Schützenhöfer die U20-EM in Tel Aviv und wurden Neunte des europäischen U23-Turniers in Porto. 2012 belegten sie den siebten Rang der U23-EM in Assen. Das U20-Turnier in ihrer Heimatstadt beendete Schützenhöfer mit Plesiutschnig auf dem fünften Platz. Außerdem wurde das Duo Neunte der Junioren-WM in Halifax. National gewann Schützenhöfer die U18- und die U20-Meisterschaft.
Als sich ihre Partnerin verletzte, spielte die Mittelblockerin wieder beim TSV Hartberg in der Halle. Sie führte die Mannschaft ins Halbfinale der österreichischen Meisterschaft und somit in den Europapokal.
Anschließend bildete Schützenhöfer ein neues Beach-Duo mit Barbara Hansel. Die Paarung kam bei den Fuzhou Open auf den 17. Platz und wurde beim Grand Slam in Corrientes Siebter. Zur U23-WM in Mysłowice trat Schützenhöfer wieder mit Plesiutschnig an und erreichte den fünften Rang. Beim U21-Turnier in Umag gewannen Plesiutschnig/Schützenhöfer die Bronzemedaille. Bei der WM in Stare Jabłonki erreichten Schützenhöfer/Hansel das Achtelfinale, wo sie gegen ihre Landsfrauen Schwaiger/Schwaiger ausschieden und den neunten Platz belegten. Die EM in Klagenfurt endete für sie bereits in der Vorrunde, nachdem sie das Auftaktspiel gegen Plesiutschnig/Jirak verloren hatten. Im September 2013 gewannen sie in Rabenstein den österreichischen Staatsmeistertitel.
Seit Herbst 2013 bildete Plesiutschnig wieder ein Duo mit Schützenhöfer. In der Saison 2014 erreichten Plesiutschnig/Schützenhöfer zunächst den neunten Platz bei den Prag Open und den siebten Rang beim Baden Masters, bevor sie bei der U23-WM in Mysłowice erneut Fünfte wurden. Anschließend absolvierten sie mehrere Grand Slams, wobei sie in Klagenfurt als Neunte in die Top Ten gelangten. Auf der nationalen Tour gewannen sie in Fürstenfeld. Bei der U22-EM in Fethiye kamen sie auf den fünften Platz. 2015 feierten sie nach einigen schwächeren Open- und Major-Turniere bei den Europaspielen in Baku einen ihrer größten Erfolge, als sie erst im Finale den Schweizerinnen Betschart/Eiholzer unterlagen. Bei der EM in Klagenfurt mussten sie sich als Gruppendritte in der ersten K.-o.-Runde geschlagen geben. Eine Woche später wurden sie Neunte beim CEV-Masters in Biel/Bienne. 2016 erreichten sie nur bei Satellite-Turnieren vordere Platzierungen. Bei der EM in Biel/Bienne gab es mit dem dritten Platz in der Vorrunde und dem Aus in der ersten Hauptrunde das gleiche Ergebnis wie im Vorjahr.
Im Oktober 2016 wurde Schützenhöfer die neue Partnerin der Europameisterin Stefanie Schwaiger. Schwaiger/Schützenhöfer wurden auf der World Tour 2017 unter anderem Fünfte in Xiamen und belegten beim CEV-Masters in Baden den neunten Rang. Für die Weltmeisterschaft in Wien erhielten sie einen der beiden Startplätze der Gastgebernation und mussten sich dort als Gruppenzweite der Vorrunde in der ersten Hauptrunde dem Schweizer Duo Betschart/Hüberli geschlagen geben. Bei der anschließenden Europameisterschaft in Jūrmala schieden sie als Gruppensieger im Achtelfinale aus und wurden Neunte.
Seit Ende 2017 spielen Plesiutschnig/Schützenhöfer wieder zusammen. Am Jahresende wurden sie auf der World Tour Neunte in Qinzhou (3 Sterne) und Dritte in Sydney (2 Sterne). Anfang 2018 folgten ein neunter Platz in Den Haag (4 Sterne) und zweistellige Ergebnisse bei den Turnieren in Fort Lauderdale (5 Sterne) und Xiamen (4 Sterne). Anfang Mai gewannen sie im Finale gegen Keizer/Meppelink das Drei-Sterne-Turnier in Mersin. Beim Ein-Stern-Turnier in Baden unterlagen sie erst im Finale gegen Mersmann/Tillmann. Die restlichen Vier- und Fünf-Sterne-Turniere des Jahres beendeten sie auf hinteren Plätzen. Bei der EM in den Niederlanden schieden sie als Gruppendritter in der ersten K.-o.-Runde aus.
Auf der World Tour 2019 erzielten sie von Januar bis Mai unter anderem neunte Plätze in Den Haag, Xiamen und Ostrava (jeweils vier Sterne). Im Juni gewannen sie das heimische 1-Stern-Turnier in Baden und wurden Zweite beim Continental Cup in Schinias. Bei der WM in Hamburg kamen sie als Gruppenzweite in die erste Hauptrunde, in der sie Bárbara Seixas/Fernanda unterlagen. Nach dem 25. Platz in Gstaad wurde sie Neunte in Wien (beides fünf Sterne). Die EM in Moskau endete für sie mit der Achtelfinal-Niederlage gegen Liliana/Baquerizo ebenfalls auf dem neunten Rang. Anschließend gab es noch einen 25. Platz in Moskau (4 Sterne) und den 17. Rang beim Saisonfinale in Rom. Außerdem gewannen Plesiutschnig/Schützenhöfer die österreichische Meisterschaft.
2020 spielte das Duo wegen einer Schulterverletzung bei Schützenhöfer international nur bei der EM in Jūrmala. Dort schieden Plesiutschnig/Schützenhöfer bereits in der Vorrunde aus. Im Januar 2021 nahmen sie an der German Beach Trophy in Düsseldorf teil.
Seit 2022 nahmen Plesiutschnig/Schützenhöfer an der neugeschaffenen World Beach Pro Tour mit unterschiedlichen Erfolgen teil. Bestes Ergebnis war ein zweiter Platz beim Challenge-Turnier 2022 auf den Malediven. Nach einem Achillessehnenriss von Plesiutschnig im Mai 2023 spielt Schützenhöfer an der Seite von Franziska Friedl.
Schützenhöfer ist Teil des Heeressportzentrums des Österreichischen Bundesheers und trägt als Heeressportlerin den Dienstgrad Zugsführer.
Im Jänner 2025 verkündeten Katharina Schützenhöfer und Lena Plesiutschnig das Ende ihrer aktiven Karriere.